# Torna (patak)
A Torna egy patak Veszprém vármegyében, a Dunántúlon. Forrása az Északi-Bakonyban, Csehbánya közelében található. A patak átfolyik Városlődön, Ajkán,  Kolontáron, Devecseren, Somlóvásárhelyen, Tüskeváron, Apácatornán, Kisberzsenyen és végül a Marcalba torkollik.

## Földrajza
A patak az Veszprém–Devecseri-árok felszíni formakincsére oly jellemző néhány fokos lejtőszög és a tektonikai határok mentén előforduló törések például Kolontár keleti részén, a kavicsbányák melletti 15-40 fokos területen teszi meg útját. A vízgyűjtő területe átlagos tengerszint feletti magassága 205 méter. A legalacsonyabb térszint Kolontárnál 187 m, a legmagasabb pedig a Szőlőhegyen 255 m.
A terület térszíne keletről nyugat felé lejt. Kelet felől a Bakony magasabb nyúlványai, dél, nyugat és észak felől körülbelül azonos magasságú dombok határolják, azzal a különbséggel, hogy a vízgyűjtő terület nyugaton meredeken, délen közepesen meredeken és észak felől lankásan emelkedik ki a Torna völgyéből.
Ezek a lejtőviszonyok határozzák meg a Torna-patak és mellékfolyásainak a Csigere-pataknak, a Széles-víznek, a Kígyós-pataknak és a Csinger-pataknak a földrajzi helyzetét. A terület évi átlagos csapadékmennyisége 660 milliméter, mely az országos átlag fölött van. A patak vízhozama változó jelentős mennyiségű csapadék esetén árvízi fenyegetettséget is jelenthet a környező településeknek. A Torna-patakon két helyen is található vízmérce, amelyből a felső Kolontáron helyezkedik el, míg az alsó Karakón található. A patakba torkollik az Egres-patak, a Csigere-patak, valamint több kisebb vízfolyás.

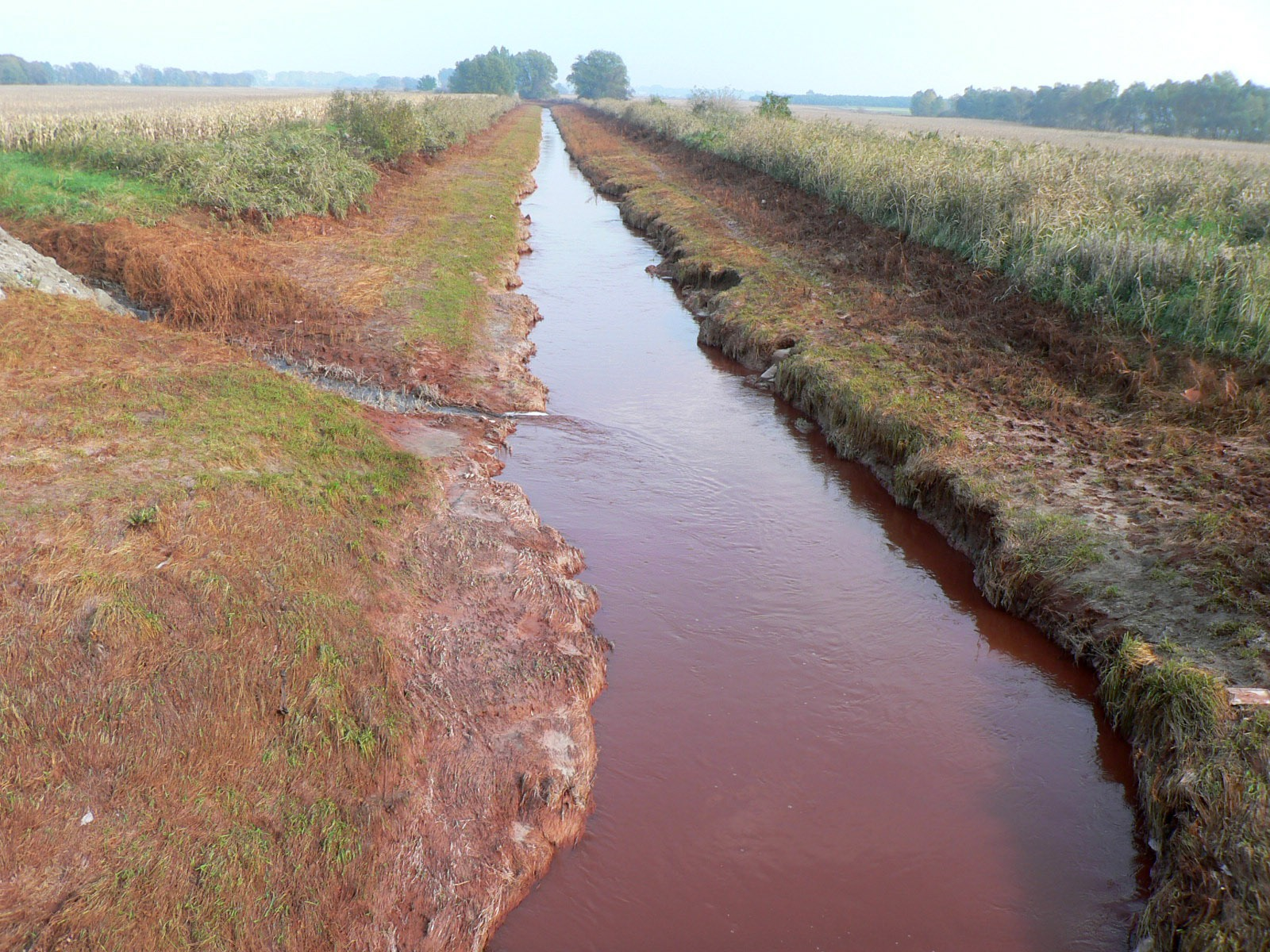
A Torna-patak Somlóvásárhely közelében, tíz nappal a 2010. október 4-i vörösiszap-katasztrófa után

2010-ben az Ajkai Timföldgyár vörösiszap-tárolójának átszakadása miatt a patak katasztrófa által érintett szakaszainak egész élővilága kipusztult.
2016-ban a patak gátját 1600 méter hosszan megerősítették Devecsernél, mivel a vörös-iszappal szennyezett földfelszín elhordásakor a gát magassága is csökkent. A villámárvizek elleni védelmet is szolgáló beruházás 45 millió forintból valósult meg.

## Part menti települések
- Csehbánya
- Városlőd
- Kislőd
- Ajka
- Tósokberénd
- Tósok
- Kolontár
- Devecser
- Somlóvásárhely
- Somlójenő
- Tüskevár
- Apácatorna
- Kisberzseny
- Karakó